# Valpolicella (vino)
Il Valpolicella è un vino rosso a Denominazione di Origine Controllata (DOC) prodotto nella provincia di Verona.

La Denominazione di Origine Controllata è stata autorizzata con D.P.R. 21 agosto 1968, successivamente modificato con D.M. 12 marzo 2003.

## Storia
Dal medesimo territorio, in età romana e preromana veniva prodotto un vino dal nome Retico. Era prerogativa della coltivazione di due popoli locali, i Reti (la propaggine più a sud) e gli Arusnati. Il vino veniva servito alla corte dell'imperatore e fu celebrato da più scrittori: Plinio, Virgilio, Marziale e Svetonio.

## Territorio

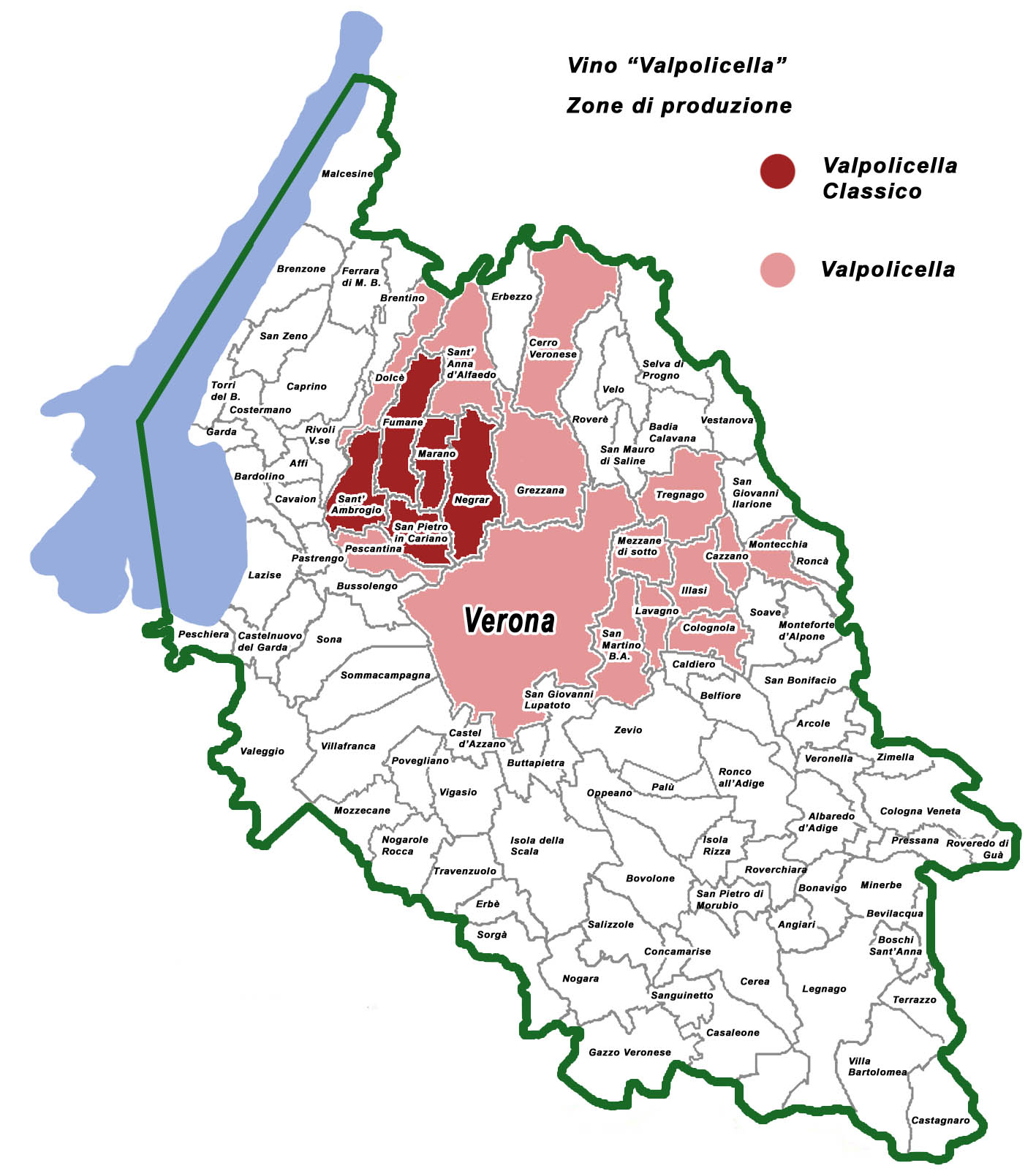
Zona di produzione del Valpolicella e del Valpolicella classico, nella provincia di Verona

L'area del vino Valpolicella DOC è su 19 comuni del nord della provincia di Verona. Due specificazioni sono su aree più ristrette, una geografica, Valpantena per i vini prodotti in quella valle e Classico per i vini prodotti nella zona originaria dei comuni di Negrar, Marano di Valpolicella, Fumane, Sant'Ambrogio di Valpolicella e San Pietro in Cariano. Gli altri comuni, tutti veronesi sono: Dolcè, Verona, San Martino, Lavagno, Mezzane, Tregnago, Illasi, Colognola, Cazzano, Grezzana, Pescantina, Cerro, San Mauro e Montecchia.

## Caratteristiche
Il colore è rosso rubino carico, il profumo vinoso, gradevole, caratteristico, che ricorda talvolta le mandorle amare, il sapore asciutto o vellutato, di corpo, amarognolo, sapido armonico. Le uve destinate alla vinificazione devono avere una gradazione minima alcolica naturale di 10°, con una tolleranza di mezzo grado.

## Composizione

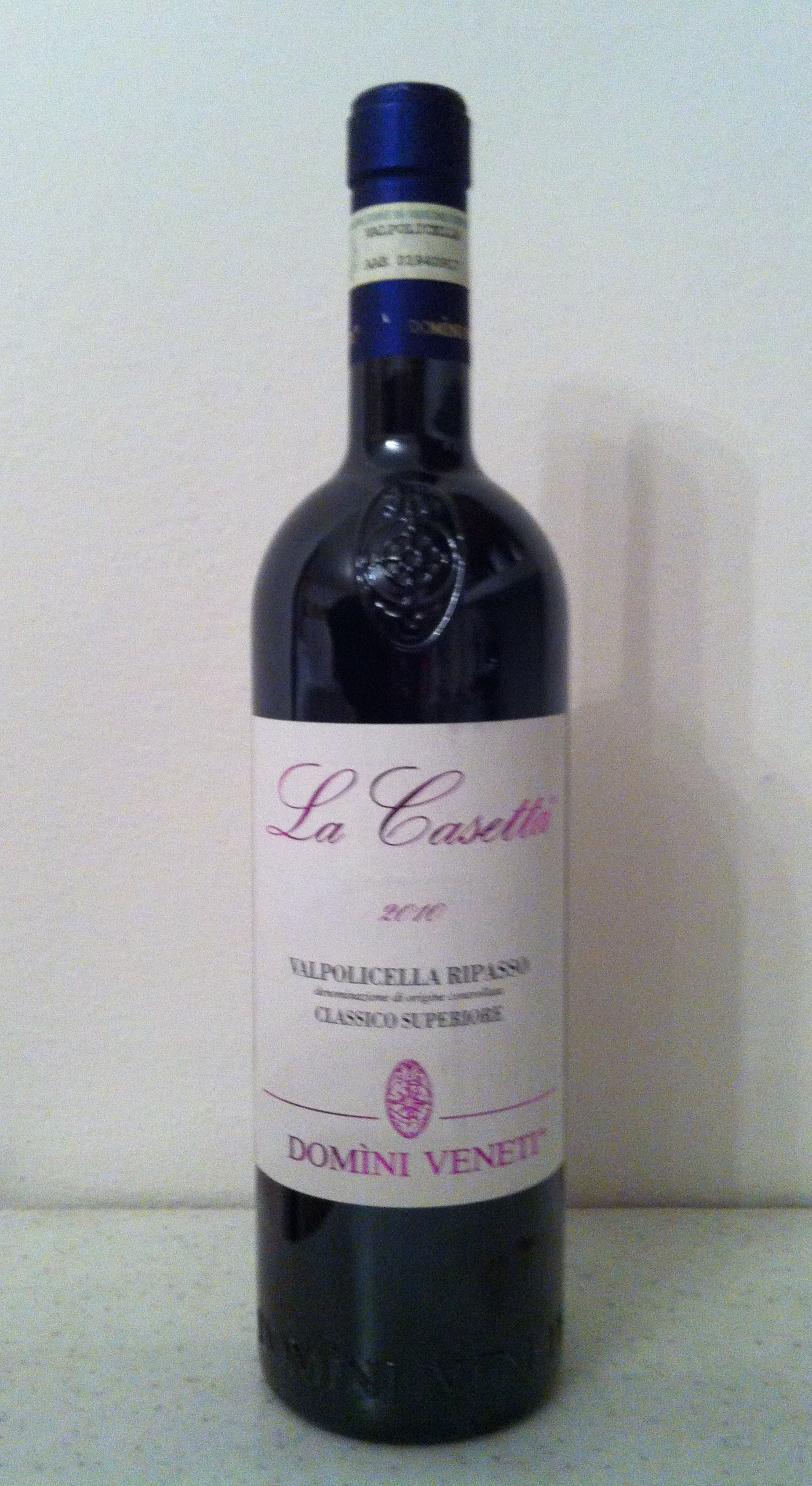

Il Valpolicella è un vino che nasce da una miscela di uve di vitigni diversi, la più importante è la Corvina presente in misura dal 45 al 95%, in dialetto locale è chiamata anche Cruina o semplicemente Corvina. Essenziali sono anche le uve Rondinella, dal 5 al 30%, mentre non lo sono più quelle di Molinara che è uscita dal disciplinare ma resta comunque tra quelle permesse.
Altre uve non essenziali alla miscela per avere la denominazione, ma che possono essere presenti fino ad un massimo complessivo del 25% (e un massimo del 10% ognuno) sono quelle provenienti da vitigni della zona come Negrara, Forselina e Oseleta. È possibile inoltre utilizzare il Corvinone nella misura massima del 50% in sostituzione della Corvina.

## Denominazioni
Il Valpolicella riceve la denominazione di:
- Classico se prodotto nella sottozona comprendente i comuni di: Fumane, Marano di Valpolicella, Negrar, San Pietro in Cariano, Sant'Ambrogio di Valpolicella facenti parte della Valpolicella classica.

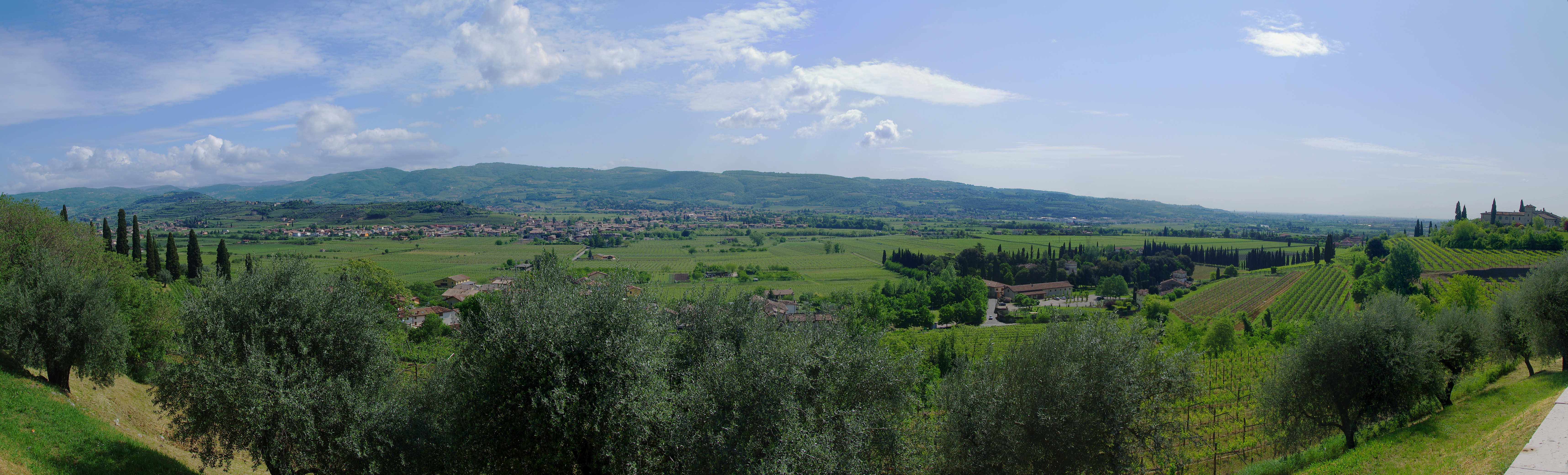
Veduta da Castelrotto (San Pietro in Cariano) con vitigni ed uliveti verso: Pedemonte, Arbizzano e Montericco

- Valpantena se prodotto nella sottozona comprendente la valle Valpantena
- Superiore se l'affinamento in botte avviene per un minimo di 12 mesi a partire dal 1º gennaio successivo alla vendemmia e il grado alcolico risulta essere al consumo superiore al 12%.
- Ripasso se il vino prima dell'affinamento in botte viene ripassato attraverso le vinacce di recioto o amarone precedentemente pressate acquistando corpo, gusto e grado.

Quindi possiamo avere:
- Valpolicella
- Valpolicella superiore
- Valpolicella Ripasso
- Valpolicella Ripasso superiore
- Valpolicella classico
- Valpolicella classico superiore
- Valpolicella Ripasso classico
- Valpolicella Ripasso classico superiore
- Valpolicella Valpantena
- Valpolicella Valpantena superiore
- Valpolicella Ripasso Valpantena
- Valpolicella Ripasso Valpantena superiore

Altri vini importanti della zona sono Il Recioto e l'Amarone che pur avendo una denominazione propria derivano dalle uve del Valpolicella. Per la loro produzione le uve sono sottoposte a parziale appassimento fino a 4 mesi sui tradizionali graticci di bambù o in plateaux di legno/plastica. La pressatura avviene fra dicembre e febbraio e per l'Amarone è previsto un successivo invecchiamento per un minimo di 2 anni a partire dal 1º gennaio successivo alla vendemmia.

## Accostamenti culinari
Il Valpolicella è adatto per carni bianche e formaggi e per ogni occasione di un primo pasto leggero, il Valpolicella Superiore, vino nobile, è adatto a selvaggina ed arrosti.